# Interpretative Ethnologie
Die interpretative Ethnologie oder symbolische Anthropologie bezeichnet eine wissenschaftstheoretische Lehrmeinung der Ethnologie (Völkerkunde) und grenzt sich ab gegen die analytische Ethnologie.

## Raum-Zeitliche Eingrenzung
Die Entkolonialisierung konfrontierte Ethnologen bereits früh mit einer genaueren Hinterfragung der vielschichtigen Beziehungen zwischen Ethnologen auf der einen Seite – und Ethnien und indigene Völker auf der anderen. Es wurden besonders das Problem der Autorität (beispielsweise Verknüpfungen des Ethnologen mit Machtstrukturen) und das Problem der Authentizität (Kritik an den Feldforschungsmethoden) diskutiert. Die Diskussion um diese so genannte „Krise der Ethnologie“ erlebte ihren Höhepunkt in den 1960er Jahren nach der posthumen Veröffentlichung von Bronislaw Malinowskis Tagebuch.
Im Umfeld der Veröffentlichungen des amerikanischen Ethnologen Clifford Geertz (1926–2006) und der ihm entgegengebrachten Kritik kann eine postmoderne Wende in der wissenschaftstheoretischen Diskussion der Ethnologie grob um 1980 festgestellt werden. Diese Wende wurde auch durch zeitnahe Diskussionen in der Philosophie und Soziologie beeinflusst.

## Terminologische Vielfalt
Die Vielzahl der Veröffentlichungen und Diskussionen, welche die Krise der Ethnologie zu überwinden suchten, brachte mehrere Begriffe hervor, die unter der Bezeichnung interpretative Ethnologie zusammengefasst werden könnten, wie Marcus und Fischer 1986 indirekt vorschlugen: Hermeneutische Ethnologie, Symbolische Ethnologie (vor allem in den 1970ern), Dialogische, Semantische, Kritische, Reflexive, Humanistische, Dekonstruktivistische, Radikale oder Experimentelle Ethnologie oder Ethnographie.

## Grundposition
Abgrenzend zur analytischen Ethnologie bezweifelt die interpretative Ethnologie die Existenz einer objektiv von außen wahrnehmbaren Realität bei ihrem Forschungsgegenstand. Gegenstände, Gesagtes und soziale Akte erhalten erst durch die Interpretation durch Teilnehmer einer bestimmten Kultur einen Sinn. Die Bedeutungen der Gegenstände entstehen erst in einem Handlungs- und Kommunikationskontext. Beobachterferne Phänomene an sich kann es nicht geben. 
Der interpretative Ethnologe oder Ethnograph akzeptiert diese Welt der Bedeutungen und versucht sie aus dem Kontext von Reden und Verhalten während der Feldforschung wahrzunehmen. Das Beobachtete muss interpretiert werden, um verstanden werden zu können. Dieser Prozess ist beobachternah und wird durch Kommunikation zwischen dem Ethnographen und selber deutenden Kulturteilnehmern ausgetragen. Dadurch werden keine objektiven Wahrheiten erkannt, sondern sachadäquate Perspektiven im Verständnis des Ethnographen erstellt. In einem zweiten Schritt werden diese Ergebnisse der Feldforschung als Text zusammengefasst, was eine weitere Stufe von Interpretation darstellt.

## Interpretative Ethnologie in der Feldforschung
Die Feldforschung teilen sich sowohl Anhänger der interpretativen als auch der analytischen Ethnologie. Während analytisch vorgehende Ethnologen allerdings eher mit vorher definierten, möglichst systematischen, generalisierten Verfahren an den Forschungsgegenstand herantreten, wechselt der interpretative Ethnologe eher seine Methoden (wie teilnehmende Beobachtung, ethnographisches Interview, Aufnahme von Dialogen, Beschreibung von sozialem Alltagshandeln) um sich der jeweiligen Position innerhalb des hermeneutischen Zirkels anzupassen.

## Zitate
- „Interpretative Ethnologie stellt diejenigen Fragen, die nicht gestellt zu haben die Erfolgsbedingung der Analytischen Ethnologie ist, und das gilt auch umgekehrt.“[2]
- „Während analytisches Erkennen zergliedert und erst abschließend die Ergebnisse zum Ganzen zusammensetzt, wird im hermeneutischen Verfahren vermeintlich verstandenes Sinnganzes an die Deutung des Einzelnen, im Vorgriff auf einen ganzheitlichen Verstehensprozeß, von Anfang an herangeführt.“[3]
- „Diese Interdisziplinarität ist für die Interpretative Ethnologie fundamental: sobald Interpretation nicht durch einen dogmatisch vorgegebenen Rahmen eingegrenzt ist, kann sie über Fachgrenzen hinausgreifen und Kenntnisse anderer Wissenschaften vom Menschen einbeziehen. Nur so kann man innerhalb der Interpretativen Ethnologie zu Deutungen kommen, die ihrem komplexen Erkenntnisgegenstand - Kultur - angemessen sind.“[4]
- „In finished anthropological writings, including those collected here, this fact - that what we call our data are really our own constructions of other people's constructions of what they and their compatriots are up to - is obscured because most of what we need to comprehend a particular event, ritual, custom, idea, or whatever is insinuated as background information before the thing itself is directly examined.“[5]